# Демиденко Василь Петрович
Василь Петрович Демиденко (17 березня 1930, село Нижня Ланна Карлівського району, тепер Полтавської області — 17 березня 1998, Москва, тепер Російська Федерація) — радянський державний діяч, 1-й секретар Цілиноградського, Північно-Казахстанського і Кустанайського обласних комітетів КП Казахстану. Кандидат у члени ЦК КПРС у 1971—1977 роках. Член ЦК КПРС у 1977—1989 роках. Депутат Верховної Ради СРСР 7—11-го скликань. Герой Соціалістичної Праці (24.12.1976). Кандидат сільськогосподарських наук (1971).

## Життєпис
Закінчив у 1947 році Сталінський сільськогосподарський технікум.
З 1947 року працював дільничним агрономом Рубцовського племінного радгоспу Алтайського краю.
У 1950 році закінчив Новосибірський сільськогосподарський інститут.
У 1950—1953 роках — головний агроном зернорадгоспу, головний агроном райспецгоспоб'єднань в Сталінській (УРСР), Влпдимирській областях, Краснодарському краї.
У 1953—1955 роках — головний агроном зернорадгоспу в Акмолінській області Казахської РСР.
Член КПРС з 1955 року.
У 1955—1958 роках — директор зернорадгоспу в Акмолінській області Казахської РСР.
У 1958—1960 роках — 1-й секретар Шортандинського районного комітету КП Казахстану Акмолінської області.
У 1959 році закінчив заочно аспірантуру Казахської академії сільськогосподарських наук.
У 1960 році — заступник міністра радгоспів Казахської РСР.
У 1961 — січні 1963 року — секретар Цілинного крайового комітету КП Казахстану.
У січні 1963 — грудні 1964 року — 1-й секретар Целіноградського сільського обласного комітету КП Казахстану. У грудні 1964 — листопаді 1965 року — 1-й секретар Целіноградського обласного комітету КП Казахстану.
У листопаді 1965 — квітні 1981 року — 1-й секретар Північно-Казахстанського обласного комітету КП Казахстану.
Указом Президії Верховної Ради СРСР від 24 грудня 1976 за видатні успіхи, досягнуті у Всесоюзному соціалістичному змаганні, і виявлену трудову доблесть при виконанні планів і соціалістичних зобов'язань із збільшення виробництва і продажу державі зерна та інших сільськогосподарських продуктів в 1976 році Демиденку Василю Петровичу присвоєно звання Героя Соціалістичної Праці з врученням ордена Леніна і золотої медалі «Серп і Молот».
У квітні 1981 — 10 вересня 1988 року — 1-й секретар Кустанайського обласного комітету КП Казахстану.
З вересня 1988 року — персональний пенсіонер союзного значення в Москві.
До 1995 року продовжував працювати в наукових сільськогосподарських інститутах міста Москви, був консультантом Міністерства сільського господарства Російської Федерації.
Помер 17 березня 1998 року. Похований в Москві на Троєкуровському кладовищі.

## Нагороди і звання
- Герой Соціалістичної Праці (24.12.1976)
- п'ять ордени Леніна (11.01.1957; 19.04.1967; 10.12.1973; 24.12.1976; 14.03.1980)
- орден Жовтневої Революції (27.08.1971)
- медалі